# Gran encuentro del río Ugrá
El gran encuentro en el río Ugrá (en ruso: Великое cтояние на реке Угре, también en ruso: Угорщина, romanizado: Ugórschina, derivado de "Ugrá") fue un enfrentamiento entre las fuerzas de Ajmed Kan  de la Gran Horda y el Gran Príncipe Iván III de Moscú en 1480 en las orillas del río Ugrá, que terminó cuando los tártaros abandonaron sin llegar al enfrentamiento. Es visto en la historiografía rusa como el fin del dominio tártaro/mongol sobre Moscú.

## Contexto
La principal línea de defensa rusa se extendía a lo largo del río Oká desde Kaluga al este hacia Nizhni Nóvgorod. En Kaluga, el Oká gira bruscamente del norte al este y la línea de defensa proseguía hacia el oeste a lo largo del río Ugrá. Las tierras al oeste y al sur de Kaluga eran reclamadas por Lituania. En este momento, Iván III estaba unificando las tierras al norte del Oká. Al mismo tiempo, se estaba produciendo la fractura de la Horda de Oro y los restos que sobrevivieron pasaron a ser conocidos como la Gran Horda. Casimiro IV Jagellón de Polonia-Lituania se aliaron con la Gran Horda, mientras que Rusia se aliaba con Crimea contra la Horda. En 1472, Ajmed de la Gran Horda saqueó la ribera del Oká en Aleksin pero fue expulsado. En 1476, Rusia oficialmente dejó de pagar tributo a los tártaros. A finales de 1479, Iván se enfrentó con sus hermanos, Andréi Bolshói (Andréi el Grande) y Borís de Vólotsk, que comenzaron a intrigar con Casimiro. Este conflicto interno pudo haber influido en la decisión de Ajmed de atacar.

## Campaña
A finales de mayo llegó a Moscú la noticia de la proyectada invasión. Nesin dice que se trababa del ejército tártaro más grande del siglo XV. Una facción quería huir al norte, pero fue rechazada y en junio Iván envió tropas al sur de la Oka: a Sérpujov bajo su hijo Iván el Joven, a Tarusa bajo su hermano Andréi el Menor y él se dirigió personalmente a Kolomna. Los exploradores tártaros pronto aparecieron al sur del Oká. Los puestos de avanzada rusos informaron que Ajmed se dirigía al noroeste, por lo que las tropas rusas se trasladaron al oeste hacia Kaluga, mientras que las fuerzas de Tver se movieron hacia el Ugrá. En torno al 30 de septiembre (fecha incierta) Iván regresó a Moscú para reunirse con sus obispos y boyardos y tomar decisiones. Resolvió las diferencias con sus hermanos y sus tropas comenzaron a moverse hacia el Oká. El tesoro del estado y la familia real fueron trasladados a Beloozero en el norte y algunas ciudades fueron evacuadas. Vasili Nozdrovaty y el exiliado kan de Crimea, Nur Devlet fueron enviados al este por el Oká y el Volga para atacar la retaguardia de Ajmed. Mientras tanto, Ajmed se había movido hacia el norte entre el alto Don y el Oká y en una fecha incierta acampó en Vorotynsk justo al sur del cruce Ugrá-Oká al oeste del Oka. Aquí esperó a Casimiro, que nunca llegó, ya que Casimiro estaba ocupado luchando contra los crimeos en Podolia. El 3 de octubre, Iván se trasladó a Kremenskoye (entonces 'Kremenéts' ) para vigilar el frente. Nesina informa que el frente ruso se extendía a lo largo de 60 verstas (kilómetros), pero no especifica sus extremos.
Entre el 6 y el 8 de octubre, Ajmed trasladó sus tropas al Ugrá. Los combates comenzaron a la una del día 8 y continuaron por casi cuatro días. Todos los intentos de cruzar el río fracasaron, en gran parte debido a las armas de fuego rusas y a que el río era lo suficientemente ancho como para hacer que las flechas tártaras fueran ineficaces. El campo de batalla se extendía cinco kilómetros a lo largo del Ugrá desde su desembocadura hacia el oeste. Ajmed se retiró dos verstas al sur a un lugar llamado Luza. Luego trató de mover secretamente sus tropas hasta un lugar llamado 'Opájov', pero fue detectado y bloqueado. Iván comenzó las negociaciones con Ajmed que no dieron ningún resultado, pero permitieron a Iván traer más tropas. Ambos bandos pasaron el siguiente mes vigilándose.
La estación avanzaba y ambos bandos sabía que una vez se congelara el río dejaría de ser una barrera. Ajmed podía concentrar sus fuerzas y romper la delgada línea rusa en cualquier momento. La mejor opción para Iván era retirarse y concentrar sus fuerzas. El 26 de octubre, Iván comenzó a mover tropas desde el noreste de Ugrá a Kremenskoye y luego al este a Bórovsk, desde donde podría defender Moscú cómodamente y atacar en cualquier dirección si Ajmed decidía avanzar. Pero en lugar de avanzar, el 8 de noviembre Ajmed comenzó a retirarse. La noticia llegó a Iván el 11 de noviembre. En su retirada, Ajmed asaltó 12 ciudades lituanas, incluyendo Mtsensk. Su hijo Murtaza saqueó algunas aldeas al sur del Oká hasta que los rusos lo expulsaron.  El 28 de noviembre Iván regresó a Moscú, y en enero de 1481 Ajmed fue asesinado por Ibak Khan.

## Razones de la retirada de Ajmed
Nikolái Karamzín escribió: «Tuvo que ser una imagen extraña: dos ejércitos huían el uno del otro, no perseguidos por nadie», pero ahora está claro que las dos retiradas eran independientes. El motivo de Iván está claro, pero los motivos de Ajmed son fuente de conjeturas. La no aparición de Casimiro es claramente importante. Nesin piensa que un factor importante fue el final de la disputa entre Iván y hermanos y las tropas adicionales resultantes. El inminente invierno ruso también era otro factor. Cuanto más durara el enfrentamiento, más tropas podría reclutar Iván, mientras que las reservas de Ajmed eran pocas y lejanas. Los caballos tártaros y las ovejas que conducían con ellos para comer habían ido acabándose gradualmente junto con el forraje local. Con noticias de enfermedades en su ejército, Ajmed pudo haber pensado que la retirada de Iván era una artimaña para atraerlo a una emboscada, una táctica común de la estepa. Incluso si no hubiera tal emboscada, tendría que luchar contra un ejército en una posición preparada o tratar de eludirla. Los tártaros preferían las incursiones de golpe y fuga y Ajmed pudo haber evitado atacar a un ejército concentrado. Las fuentes no explican por qué no trató de flanquear la línea rusa moviéndose hacia el oeste. Su sabia, pero aparentemente cobarde, retirada probablemente contribuyó a su muerte unos meses más tarde.

## Resultado
El 6 de enero de 1481, Ajmed Kan murió en una batalla contra los nogayos de Ibak Kan, un príncipe del Kanato de Sibir. En 1502, Crimea destruyó la Gran Horda como estado, eliminando así el amortiguador entre Rusia y Crimea y dando lugar a una serie de guerras ruso-crimeas que duraron hasta 1784.
En la historia nacional, el enfrentamiento de Ugrá se considera como el fin del llamado «yugo tártaro». Los autores modernos son más escépticos y lo ven como un hito importante en la expansión gradual de Rusia y el declive gradual del Imperio mongol.
Tal vez el resultado más importante de la alianza ruso-crimea fue su efecto sobre Lituania. En 1480-1515, Moscú (Rusia) se expandió desde su cuna Oká-Volga hacia el oeste hasta Smolensk y al suroeste a través del Ugrá y por el lado oeste del Oká hasta Nóvgorod-Severski.